# FNN みんなのニュース Weekend
『FNN みんなのニュース Weekend』（エフエヌエヌ みんなのニュース ウィークエンド）は、フジテレビ系列で2015年（平成27年）4月4日から2018年（平成30年）4月1日まで土曜日・日曜日の夕方に生放送されていた報道・情報番組である。

## 概要
番組名の通り、フジテレビ系の全国ネットニュースの『FNN みんなのニュース』の土･日曜版である。
『FNNスーパーニュースWEEKEND』時代は途中からテーマ曲やグラフィックが月-金曜版と異なっていたが、当番組は番組BGM（作曲：LNOL→山崎燿）やテロップの色は月-金曜版と共通化された。これに伴い、タイトルロゴに『WEEKEND』から『Weekend』に変更された。
2015年10月3日から、『スーパーニュースWEEKEND』時代から続いていた番組冒頭のヘッドラインが廃止された。さらに、月 - 金曜版同様にテーマ曲も変更。なお、オープニングで流れるテーマ曲は、月 - 金版でオープニングで流れるものと同じになった。
なお、東海テレビ・富山テレビ・石川テレビにおいては、日曜日の番組名は『中日新聞テレビ日曜夕刊』（東海テレビ）、『北陸中日新聞 日曜夕刊』（富山テレビ・石川テレビ）に差し替えられる。
月-金曜版は近畿地方・徳島県のニュース（関西テレビによる取材・編集）以外は全てフジテレビで編集されたVTRを流すが、『WEEKEND』についてはごく一部の例外を除いて地方発のニュースについては系列局編集のVTRが流される。
尚この番組の頃からフジテレビや一部地域でも月-金曜版と同様の時刻表示と天気ループを開始した。
視聴者から放送時間の拡大（1時間化）を望む声が寄せられていた。
2018年3月30日を以って月-金曜版の『FNN みんなのニュース』が終了し、同年4月2日より『プライムニュース イブニング』（当番組としては週末版）が開始されることになったため、当番組も同年4月1日をもって終了した。なお、番組終了時点でキャスターを務めていた生野陽子・野島卓は同番組に続役する一方、フジテレビの報道番組でスポーツキャスターを務めてきた永島昭浩は当番組をもって同局のキャスターを卒業する。これにより『FNNスーパーニュース』から続いていた17年間に幕を閉じた。

## 歴代出演者
| 2015年04月04日 - 2016年03月27日 | 佐々木恭子1 | 松村未央1 | 生田竜聖1  | 永島昭浩1 |
| 2016年04月02日 - 2016年09月25日 | 佐々木恭子1 | 松村未央1 | 大村晟     | 永島昭浩1 |
| 2016年10月01日 - 2017年03月26日 | 佐々木恭子1 | （不在）  | 大村晟     | 永島昭浩1 |
| 2017年04月01日 - 2017年10月01日 | 佐々木恭子1 | （不在）  | 上中勇樹   | 永島昭浩1 |
| 2017年10年07日 - 2018年04月01日 | 生野陽子2   | （不在）  | 野島卓1・2 | 永島昭浩1 |
| - 永島以外は全員出演時点ではフジテレビアナウンサー。 - 1 前番組『FNNスーパーニュースWEEKEND』から続投（野島は同番組より再登板）。 - 2 後番組『プライムニュース イブニング』（土日版）も続役。 |             |           |            |           |

## テーマ曲
- 全て、月 - 金曜版と共通のものを使用。

| 期間                          | 曲名                                                        | 備考 |
| ----------------------------- | ----------------------------------------------------------- | ---- |
| 2015年4月4日 - 2015年9月27日  | 「QED 004:OMNI」 作曲：LNOL（VERBAL・大沢伸一・武村八重子） |      |
| 2015年10月3日 - 2016年10月2日 | 「みんなのニュース2015のテーマ」 作曲：山崎燿               |      |
| 2016年10月8日 - 2018年4月1日  | 「みんなのニュース2016のテーマ」 作曲：岡村夏彦             |      |

## 放送時間
- 土・日曜日 17:30 - 18:00（全国ニュース枠は17:30 - 17:46.40）
  - 鹿児島テレビでは、日曜のみ17:56までの放送。以後18:00までの4分間は単独枠で天気予報。
  - 秋田テレビ[注 1]・テレビ愛媛・高知さんさんテレビ・テレビ大分では、土日共に17:55までの放送。
  - 福島テレビでは、土曜のみ18:25までの放送。

## 放送内容
ストレートニュースのほかに以下のコーナーが放送された。
- SPORTS（全国枠にて放送）

永島が最新のスポーツニュースを伝える。
- FLASH（全国枠にて放送）

『スーパーニュースWEEKEND』の「WEEKEND FLASH」を引き継いだフラッシュニュースコーナー。
- THE NEXT（不定期、ローカル枠にて放送）

『スーパーニュースWEEKEND』時代から継続。専門家を招いて話題のキーワードを大画面やVTRでわかりやすく解説する。
- そういえば…今週こうだった!!（ローカル枠にて放送）

2017年10月7日スタート。土曜日に放送され、一週間の出来事を振り返るコーナーとなっている。進行は野島が担当。
- WEATHER（ローカル枠にて放送）

サブキャスター（2017年10月以降は生野）が関東地方の天気予報を伝える。

### スピンオフ
- 日曜安全保障（全国枠にて放送）

FNNのWeb専門ニュース専門チャンネルである、ホウドウキョク内にて配信している、「能勢伸之の週刊安全保障」、「能勢伸之の日刊安全保障」のスピンオフコーナーとして、2017年10月8日スタート。
タイトルの通り日曜日「隔週」に放送され、安全保障担当の解説委員である能勢が解説し、進行は「日刊安全保障」でも、アシスタントを務める生野が担当。「日刊」は、会議室での収録であるが、「日曜」については、サブコントロールルームでの収録となっている。

## FNN系列局のタイトル一覧
中部地方の一部で『日曜夕刊』（「中日新聞テレビ日曜夕刊」も参照）を用いる他は『FNN』の名称を用いる。FNN みんなのニュース Weekendの名称や放送局名を用いるかの違いでしかない。
●は東京（フジテレビ）のエンディングを放送している局。短縮時などは印のない局（福島テレビ・関西テレビなど）においても東京のエンディングを放送する場合がある。
| 放送局名               | 番組名                                                                         |
| ---------------------- | ------------------------------------------------------------------------------ |
| CX フジテレビ●         | FNN みんなのニュース Weekend（番組制作局）                                     |
| uhb 北海道文化放送●    | uhb みんなのニュース                                                           |
| mit 岩手めんこいテレビ | FNN みんなのニュース Weekend                                                   |
| OX 仙台放送●           | FNN仙台放送みんなのニュースWeekend                                             |
| AKT 秋田テレビ         | AKT みんなのニュース Weekend ※2017年4月8日から土曜のみ17:30 - 17:55まで放送。  |
| SAY さくらんぼテレビ●  | さくらんぼテレビ みんなのニュース Weekend                                      |
| FTV 福島テレビ         | FTV みんなのニュース ※土曜のみ17:30 - 18:25まで放送。                          |
| NST 新潟総合テレビ     | NST みんなのニュース Weekend                                                   |
| NBS 長野放送●          | FNN みんなのニュース Weekend                                                   |
| BBT 富山テレビ         | 土曜：FNN BBTみんなのニュース Weekend 日曜：FNN 北陸中日新聞 日曜夕刊          |
| ITC 石川テレビ         | 土曜：FNN 石川さん みんなのニュース Weekend 日曜：FNN 北陸中日新聞 日曜夕刊    |
| FTB 福井テレビ         | FNN 福井テレビみんなのニュース Weekend                                         |
| SUT テレビ静岡         | FNN みんなのニュース しずおか Weekend                                          |
| THK 東海テレビ         | 土曜：FNN みんなのニュース One Weekend 日曜：中日新聞テレビ日曜夕刊 FNN        |
| KTV 関西テレビ         | FNN みんなのニュース Weekend                                                   |
| TSK 山陰中央テレビ●    | FNN みんなのニュース Weekend                                                   |
| OHK 岡山放送           | FNN OHKみんなのニュース Weekend                                                |
| tss テレビ新広島       | tssみんなのニュース FNN                                                        |
| EBC テレビ愛媛         | FNN みんなのニュース Weekend                                                   |
| KSS 高知さんさんテレビ | SUNSUN みんなのニュース Weekend                                                |
| TNC テレビ西日本       | TNC みんなのニュース Weekend                                                   |
| sts サガテレビ         | FNN SAGATVみんなのニュース Weekend                                             |
| KTN テレビ長崎         | KTN みんなのニュース Weekend                                                   |
| TKU テレビ熊本●        | TKU みんなのニュース Weekend                                                   |
| TOS テレビ大分         | FNN TOSみんなのニュース / あしたのお天気                                       |
| UMK テレビ宮崎         | UMKスーパーニュースWEEKEND / U-doki（土曜） UMKスーパーニュースWEEKEND（日曜） |
| KTS 鹿児島テレビ       | KTS みんなのニュース Weekend                                                   |
| OTV 沖縄テレビ●        | FNN みんなのニュース おきCORE                                                  |

- 電子番組表（EPG）での番組名は、前番組同様、フジテレビと岩手めんこいテレビ及び関西テレビでは『FNN みんなのニュース』、その他の地方局では、『（略称・放送局名）みんなのニュース』と、『Weekend』が付されない系列局が多い。その為、一部を除き、上記のタイトル一覧が正式なタイトルとは限らない。

## スタッフ
- ナレーター：桜庭亮平（フジテレビアナウンサー、土曜日）、高塚正也（青二プロダクション、日曜日）
- 編集長：田村浩子
- プロデューサー：安部俊孝
- チーフプロデューサー：松井信樹→坂本隆之
- 制作：フジテレビ報道局
- 制作著作：フジテレビ